# ISO 14015
La norma ISO 14015 "Environmental management systems -- Environmental assessment of sites and organizations (EASO)," in italiano "Sistemi di gestione ambientale - Valutazione ambientale di siti e organizzazioni (EASO)", è una norma internazionale che fornisce una guida su come condurre una valutazione ambientale di siti e organizzazioni (EASO) tramite un processo sistematico di identificazione degli aspetti e delle questioni ambientali e determinando, se appropriato, le relative conseguenze economiche. La norma copre ruoli e responsabilità delle parti coinvolte nella valutazione (cliente, valutatore, rappresentante del valutato) e le fasi del processo di valutazione (pianificazione, raccolta e validazione delle informazioni, valutazione e rendicontazione).La norma non si occupa di altre valutazioni ambientali quali analisi ambientali iniziali, audit ambientali, valutazioni di impatto ambientale, valutazioni delle prestazioni ambientali.

## Storia
La ISO 14015 è stata sviluppata dall'ISO/TC 207/SC2 Environmental auditing and related environmental investigations, ed è stata pubblicata per la prima volta nel novembre 2001.. in Italia è stata recepita a settembre 2010 come UNI EN ISO 14015. La nuova edizione è stata pubblicata a Giugno 2022.
L'ISO/TC 207 è stato costituito nell'anno 1993.

## Principali requisiti della norma
La ISO 14015 adotta uno schema in 5 capitoli nella seguente suddivisione:
- 1 Scopo
- 2 Termini e definizioni
- 3 Ruoli e responsabilità
- 4 Processo di valutazione
- 5 Reportistica

## Cronologia
| Anno | Descrizione             |
| ---- | ----------------------- |
| 2001 | ISO 14015 (1ª Edizione) |
| 2022 | ISO 14015 (2ª Edizione) |